# Logisim
Logisim är en programvara för simulering av digitala logiska kretsar. Programmet är fri programvara i enlighet med GNU General Public License. Det är skrivet i Java med grafiken gjord i Swing-biblioteket och körs på Linux, Windows, samt macOS.
Programmets syfte är att på ett enkelt och grafiskt sätt simulera olika logiska kretsar. Det utgår ifrån boolesk algebra, 1 eller 0, och kan därifrån med enklare grindar bygga upp till större digitala kretsar så som t-vippor eller d-latchar. Nackdelen med denna förenkling är en brist på möjlighet till mer professionell utveckling på större skala, då text-baserade simulatorsspråk som Verilog eller VHDL är mer användbara. 
Utvecklingen av programvaran avbröts 2014 av dess skapare, utan några planer på fortsättning. Det finns dock olika forks av Logisim, och liknande program som är aktiva, bland annat Logisim-evolution eller Digital.